# Georgios Fatouros
Georgios Fatouros (griechisch Γεώργιος Φατούρος, * 31. März 1927 in Athen; † 12. April 2018 in Berlin) war ein griechischer Byzantinist.

## Leben
Fatouros studierte zunächst Rechtswissenschaft (1947–1950), dann Griechische Philologie an der Universität Athen. Nach dem Diplom (1958) ging er 1959 an die Freie Universität Berlin, wo er seine Studien vertiefte und 1963 bei Uvo Hölscher zum Dr. phil. promoviert wurde. Bereits seit 1960 gab Fatouros als Lehrbeauftragter neugriechische Sprachkurse. Nach seiner Promotion (1963) wurde er als Lektor angestellt. Im Zuge der Hochschulreformen wurde er 1971 zum Professor ernannt. 1992 trat er in den Ruhestand.

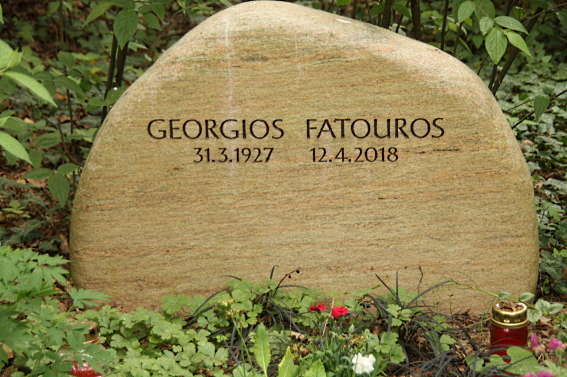
Grab von Georgios Fatouros

Fatouros war Spezialist für die griechische Literatur der Spätantike und der byzantinischen Zeit. Seine Schwerpunkte waren die mittelgriechische Lexikographie und Hagiographie. Gemeinsam mit Tilman Krischer veröffentlichte er mehrere Studien und Arbeitsbücher zum Sophisten Libanios.
Sein Grab befindet sich auf dem Südwestkirchhof Stahnsdorf.

## Schriften
- Index verborum zur frühgriechischen Lyrik. Heidelberg 1966 (Dissertation).
- Die Briefe des Michael Gabras. Wien 1972.
- mit Diether Roderich Reinsch: Neugriechisches Lehrbuch. Berlin 1977 (mehrere Neuauflagen).
- mit Tilman Krischer: Libanios: Briefe. München 1980.
- mit Tilman Krischer: Johannes Kantakuzenos: Geschichte. Zwei Bände, Stuttgart 1982–1986.
- Libanios. Darmstadt 1983.
- mit Tilman Krischer und Dietmar Najock: Libanios: Konkordanz. Zwei Bände in fünf Teilen, Hildesheim 1987–1989.
- mit Erich Trapp u. a.: Studien zur byzantinischen Lexikographie. Wien 1988.
- Theodori Studitae epistulae. Zwei Bände, Berlin 1992.
- mit Tilman Krischer: Libanios Antiochikos (or. XI). Wien 1992.
- mit Tilman Krischer und Werner Portmann: Libanios: Kaiserreden. Stuttgart 2002.
- Georgios Fatouros verfasste zahlreiche Artikel im Biographisch-Bibliographischen Kirchenlexikon (BBKL).